# Marc Delpoux
Marc Depoux (11 novembre 1963) è un ex rugbista a 15, allenatore di rugby a 15 e dirigente sportivo francese, attivo come terza linea ed una volta terminata la carriera da giocatore è diventato allenatore in Francia e in Italia vincendo lo scudetto 2007-08 con Calvisano.
Il 22 maggio 2019 è stato nominato nel consiglio direttivo del Narbonne.

## Biografia
Originario della Linguadoca-Rossiglione, iniziò a giocare a rugby a Cuxac-d'Aude, vicino a Narbona e ben presto trasferirsi proprio nel Narbonne. Passò al Perpignano nel 1992 e poi fece ritorno a Narbona concludendo la carriera nel MIllau. In totale ha collezionato una Coppa di Francia e quattro Challenge Yves du Manoir.
Nonostante fosse stato impegnato nella nazionale militare, Marc Delpoux non è mai stato selezionato per la selezione francese.
Nel 2003 divenne co-allenatore a Narbona con Jean François Beltran e dopo tre stagioni in massima serie francese si sedette sulla panchina del Calvisano ottenendo il titolo di campione d'Italia nella stagione 2007-08. Concluse tre stagioni in Italia, Delpoux tornò in Francia, precisamente al Bordeaux Bègles impegnato in Campionato francese di rugby a 15 Pro D2 con cui conquistò la promozione in Top 14.
Nel 2012 venne scelto dal Perpignano integnado l'organico tecnico con Giampiero De Carli e Patrick Arlettaz. Alla fine della stagione 2013-14, conclusa con la prima storica retrocessione del club catalano, la dirigenza decise di licenziare il tecnico pur essendo ancora valido il contratto di tre anni. Le parti non troveranno un accordo prima del 2018 quando il Perpignano è stato costretto a indennizzare Delpoux.
Nel frattempo si trasferì al Provenza. Dopo l'esonero tornò a Narbona e dal 2019 è uno dei cinque presidenti della società arancio-nera.

## Palmarès

### Giocatore
- Coppe di Francia: 5
Narbona: 1984-85, 1988-89, 1989-90, 1990-91
Perpignano: 1993-94

### Allenatore
- Campionati italiani: 1
Calvisano: 2007-08